# 柔裸胸鱔
柔裸胸鱔，又稱柔裸胸鯙，為輻鰭魚綱鰻鱺目鯙亞目鯙科的其中一種，分布於大西洋區，從美國佛羅里達州南部、百慕達群島至巴西東南部，東大西洋區的維德角群島、聖赫勒拿島、亞松森群島等海域，棲息深度可達60公尺，本魚體深褐色，具有許多黃色小細點，體長可達70公分，為底棲性魚類，生活在珊瑚礁、岩礁區，屬肉食性，單獨行動，可做為食用魚及觀賞魚。

## 擴展閱讀
維基物種上的相關：柔裸胸鱔